# Hollywood Hills

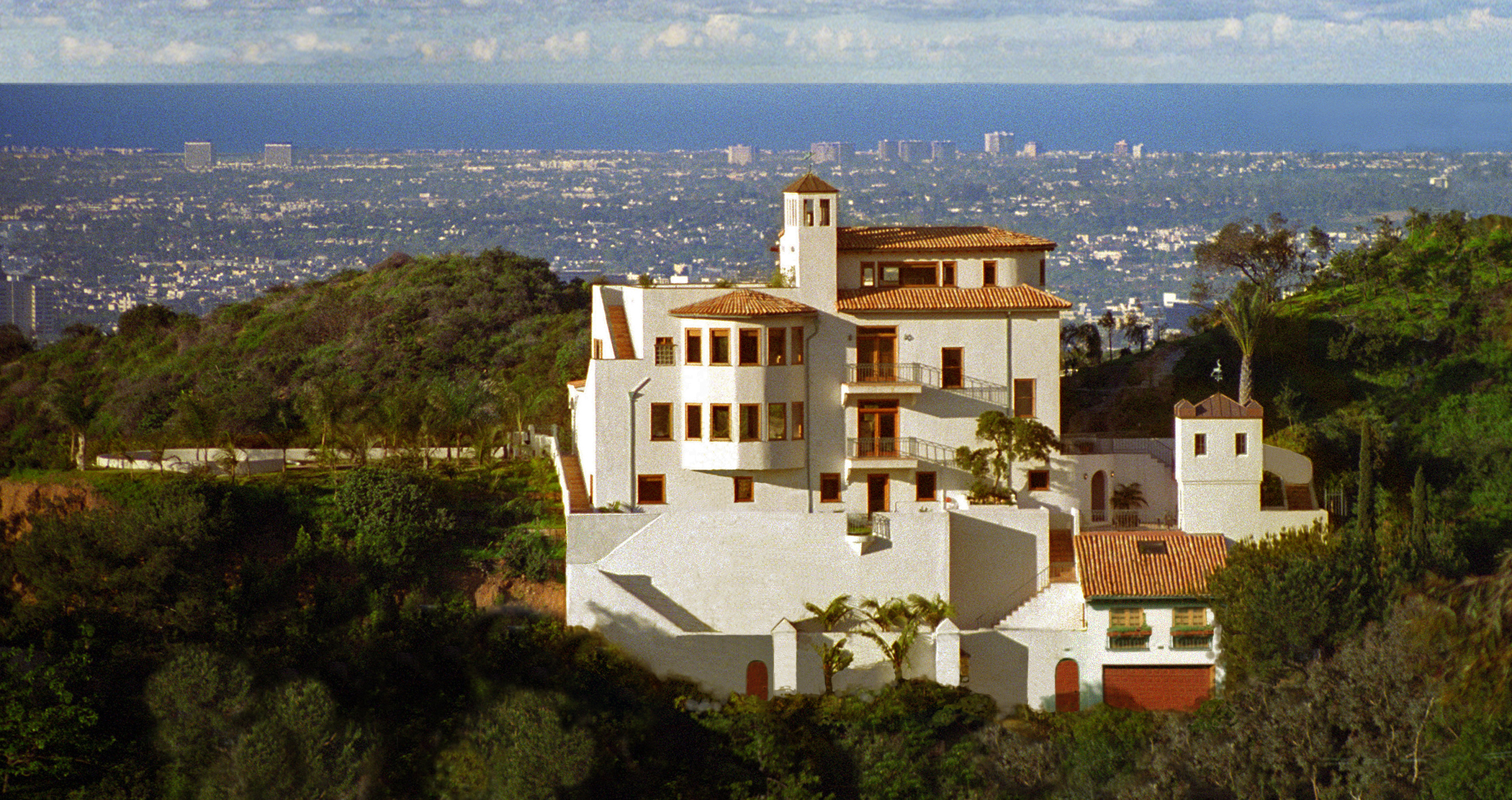
Villa i Hollywood Hills med Stilla havet i fonden.

Hollywood Hills är en del av Los Angeles, Kalifornien och består av de östra delarna av Santa Monica Mountains. En av topparna heter Mount Lee. Benämningen Hollywood Hills avser inte någon officiell stadsdel och det finns inte några exakt definierade gränser för området. Traditionellt har benämningen Hollywood Hills avsett kullarna norr om det egentliga Hollywood och norr om West Hollywood, upp till Mulholland Drive.
Ett flertal kända företagsområden och filmstudios ligger angränsande till området. Studio City, Universal City och Burbank ligger norr om Hollywood Hills, Griffith Park i norr och öster, Los Feliz i sydöst, Hollywood i söder och Hollywood Hills West i väster.

## Kända personer som bor, eller har bott, i Hollywood Hills
- Bob Barker, programledare
- Ben Affleck, skådespelare.
- Christina Aguilera, sångerska.
- Warren Beatty, skådespelare och filmregissör (Mulholland Drive).
- Marlon Brando, skådespelare (Mulholland Drive).
- Kevin Costner, skådespelare.
- Leonardo DiCaprio, skådespelare.
- Zac Efron, skådespelare.
- David Lynch, filmregissör och manusförfattare (Mulholland Drive).
- Madonna, sångerska och skådespelerska.
- Jesse Metcalfe, skådespelare (köpte hus i Hollywood Hills 2013).[2]
- Jack Nicholson, skådespelare (Mulholland Drive).
- Gary Oldman, skådespelare.
- Matthew Perry, skådespelare.[3]
- Tyler Perry, skådespelare.[4]
- Ryan Phillippe, skådespelare (köpte hus i Hollywood Hills 2008).[5]
- Keanu Reeves, skådespelare.
- Sage Stallone, skådespelare (avled 2012 i sin lägenhet i Hollywood Hills).[6][7]
- Quentin Tarantino, filmregissör och manusförfattare.
- Justin Timberlake, musikartist och skådespelare.
- Gore Vidal, författare och debattör.
- Frank Zappa, musiker och kompositör (bodde i Hollywood Hills från omkring 1970 till sin död 1993).